# Кочкарское сельское поселение
Кочкарское се́льское поселе́ние — упраздненное в 2024 году муниципальное образование в Пластовском районе Челябинской области Российской Федерации. Муниципальному образованию соответствовал административно-территориальная единица Кочкарский сельсовет (Постановление Заксобрания Челябинской области от 25 мая 2006 года N 161 «Об утверждении перечня муниципальных образований (административно-территориальных единиц) Челябинской области и населённых пунктов, входящих в их состав»).
Административный центр — село Кочкарь.

## История
Статус и границы сельского поселения установлены Законом Челябинской области от 24 июня 2004 года № 248-ЗО «О статусе и границах Пластовского муниципального района, городского и сельских поселений в его составе».
Упразднён Постановлением Губернатора Челябинской области от 22.01.2024 № 10 

## Население
| 2002  | 2010  | 2011  | 2012  | 2013  | 2014  | 2015  |
| ----- | ----- | ----- | ----- | ----- | ----- | ----- |
| 1772  | ↗1820 | ↘1815 | ↘1793 | ↘1746 | ↘1735 | ↗1781 |
| 2016  | 2017  | 2018  | 2019  | 2020  | 2021  |       |
| ↘1777 | ↘1747 | ↘1694 | ↘1690 | ↘1676 | ↘1354 |       |

## Состав сельского поселения
| № | Населённый пункт | Тип населённого пункта       | Население |
| - | ---------------- | ---------------------------- | --------- |
| 1 | Верхняя Кабанка  | село                         | ↗704      |
| 2 | Кочкарь          | село, административный центр | ↗614      |
| 3 | Поляновка        | село                         | →295      |
| 4 | Чукса            | село                         | ↘207      |

### Упразднённые населённые пункты
Стафеево — упразднённый в 1995 году хутор.